# Horsham District
Horsham District är ett distrikt (motsvarande kommun) i grevskapet West Sussex i England, Storbritannien. Distriktet har 148 696 invånare (2022). Större orter är Billingshurst,  Horsham och Southwater. Distriktet är indelat i 32 civil parishes, förutom den centrala delen av staden Horsham. 